# 1133

## Родени
- 5 март – Хенри II, крал на Англия